# Good Boy (película de 2025)
Good Boy es una película estadounidense de terror sobrenatural de 2025 dirigida por Ben Leonberg en su debut como director . Coescrita por Leonberg y Alex Cannon, la película presenta la historia de una casa embrujada desde la perspectiva única de un perro. La película está protagonizada por Larry Fassenden, Arielle Friedman, Shane Jensen, Stuart Rudin e Indy, el perro real de Leonberg, en el papel principal. Good Boy se estrenó en South by Southwest (SXSW) el 10 de marzo de 2025 con críticas positivas. 

## Premisa
Tras la muerte de un familiar, Todd (Shane Jensen) se muda con su perro Indy a una antigua granja rural que perteneció a su abuelo (Larry Fassenden). Aunque se rumorea que la casa está embrujada, Todd ignora las advertencias. Sin embargo, Indy comienza a ver inquietantes presencias sobrenaturales por toda la casa: entidades invisibles para los humanos, pero muy reales para él.
Incapaz de comunicarle sus miedos a Todd, Indy debe enfrentarse y comprender las fuerzas malignas que amenazan a su dueño. A medida que la actividad sobrenatural se intensifica, la lealtad del perro se pone a prueba en un intento desesperado por proteger a su compañero humano.

## Reparto
- Indy como Indy
- Shane Jensen como Todd
- Larry Fassenden como el abuelo de Todd
- Arielle Friedman como la hermana de Todd
- Stuart Rudin en un papel secundario

## Producción
Good Boy fue una producción independiente de Leonberg y Kari Fischer. La película presenta un enfoque visual distintivo, que a menudo encuadra escenas desde la vista del perro para enfatizar la perspectiva de Indy. Leonberg utilizó a su propio perro, Indy, para el papel protagónico, y el animal recibió grandes elogios por una actuación que transmitió emociones sin diálogos ni efectos especiales.  La película dura aproximadamente 72 minutos y se rodó en locaciones del norte del estado de Nueva York. 

## Recepción

### Respuesta crítica
Recibió una gran aclamación crítica por su originalidad, profundidad emocional y elementos de terror efectivos.  
En el sitio web de reseñas Rotten Tomatoes, el 95% de las 20 reseñas de los críticos son positivas. Los críticos elogiaron tanto el concepto como la ejecución, y Rafael Motamayor, de IndieWire, la describió como "una de las mejores películas de terror de lo que va del año"." Frank Scheck, de The Hollywood Reporter, señaló que "lo que le da a la película su poder emocional es la inquebrantable lealtad de Indy a su amado dueño.” La actuación de Indy fue especialmente elogiada, lo que le valió el premio "Howl of Fame" en SXSW.

## Estreno
Good Boy debutó en el Festival de Cine SXSW en marzo de 2025 y luego se proyectó en el Festival de Cine Overlook . 
El 1 de mayo de 2025, Shudder adquirió los derechos de distribución de la película en Estados Unidos, Canadá, Reino Unido, Irlanda, Australia y Nueva Zelanda.  El estreno en cines está previsto para el 3 de octubre de 2025. 

## Reconocimientos
- Festival de Cine SXSW 2025
  - Premio Aullido de la Fama – Mejor Actuación Canina (Indy) [12]